# Jari Rinne
Jari Rinne (ur. 4 maja 1964 w Lahti) – fiński piłkarz występujący na pozycji pomocnika.

## Kariera klubowa
Rinne przez całą swoją karierę występował w zespole FC Kuusysi. Dołączył do niego jako junior w 1975 roku, a w sezonie 1981 został włączony do pierwszej drużyny Kuusysi, grającej w drugiej lidze. W tamtym sezonie awansował z nią do pierwszej ligi i grał w niej do końca kariery w 1993 roku. Wraz z Kuusysi pięciokrotnie zdobył mistrzostwo Finlandii (1982, 1984, 1986, 1989, 1991), a także dwa razy Puchar Finlandii (1983, 1987).

## Kariera reprezentacyjna
W reprezentacji Finlandii Rinne zadebiutował 15 stycznia 1988 w przegranym 0:1 towarzyskim meczu ze Szwecją. W latach 1988–1992 w drużynie narodowej rozegrał 15 spotkań.